# Mutt
Mutt – klient poczty elektronicznej. Jest to niewielki i prosty w obsłudze program tekstowy używany do czytania poczty elektronicznej pod systemami operacyjnymi typu Unix. W dużym stopniu bazuje na innym kliencie pocztowym elm, choć obecnie funkcjonalnością zbliżony jest do slrn. Został napisany przez Michaela Elkinsa w 1995 roku.
Mutt wyposażony jest w takie funkcje jak:
- Kolorowanie tekstu,
- MIME,
- Sortowanie wiadomości według wątków,
- PGP,
- Obsługa protokołów POP3, IMAP, NNTP